# Ensuès-la-Redonne
Ensuès-la-Redonne är en kommun i departementet Bouches-du-Rhône i regionen Provence-Alpes-Côte d'Azur i sydöstra Frankrike. Kommunen ligger  i kantonen Châteauneuf-Côte-Bleue som ligger i arrondissementet Marseille. År 2022 hade Ensuès-la-Redonne 5 796 invånare.

## Befolkningsutveckling
Antalet invånare i kommunen Ensuès-la-Redonne
Referens:INSEE